# San Pedro de las Baheras
San Pedro de las Baheras es una localidad del municipio de Val de San Vicente (Cantabria, España). En el año 2008 contaba con una población de 62 habitantes (INE). La localidad se encuentra a 210 metros de altitud sobre el nivel del mar, y a 7 kilómetros de la capital municipal, Pesués
. Está situada en la margen derecha del río Deva, siendo la localidad más occidental del municipio. Posee una organización polinuclear, con tres pequeños barrios bien diferenciados entre sí:
- Escandón, pequeña extensión de edificios dispersos.
- Santa Marina, un núcleo más compacto que el anteriormente citado.
- El Hoyo, pequeña agrupación de edificaciones dispersas.

## Patrimonio arquitectónico
De su patrimonio arquitectónico destacan:
- Palacio de San Pedro de las Baheras, construido en 1891. Es un recinto cercado con muro de piedra que alberga una casona solariega típica montañesa de dos plantas, con grandes ventanas-balcón y buhardillón con galería acristalada. Adosada encontramos otra construcción de dos plantas, con solana de tres tramos entre muros cortafuegos. En la fachada principal podemos observar el escudo de armas de los Escandan. Actualmente es una vivienda particular.

- Antigua iglesia de Santa Marina, localizada en el barrio del mismo nombre, fue edificada probablemente en el siglo XVI. En ella se aprecian los restos del ábside con elementos de distintas tipologías producto de sucesivas reformas. Destacaba del conjunto un retablo lateral entero de piedra. Actualmente se encuentra en ruinas.

- Casona de los Escandón, situada en el barrio Escandón. Tras las grandes reformas sufridas lo más destacado del conjunto es la conservación del escudo original de los Escandón, consistente en dos águilas explayadas, una caldera y un castillo. Cerca se encuentran las ruinas de la primitiva torre medieval de esta familia. Actualmente es una vivienda particular.

- Iglesia de San Pedro de las Baheras, situada en el barrio de El Hoyo. Del siglo XVI, esta pequeña iglesia presenta una tipología típica con soportal cubriendo la puerta de ingreso con arco de medio punto, una sola nave y capilla lateral. Destaca el retablo y la capilla interior. En un principio sus patronos fueron la Casa de Estrada y la de Noriega.